# Hourquette d'Aubert
Pour les articles homonymes, voir Hourquette.
La hourquette d'Aubert est un col de montagne pédestre des Pyrénées à 2 498 mètres d'altitude entre le Lavedan et la vallée d'Aure, dans le département français des Hautes-Pyrénées en Occitanie.
Elle relie la vallée de Barèges et la vallée d'Aure.

## Toponymie
Hourquette est un nom féminin gascon /hurketɵ/, dérivé de hourque « fourche », du latin furca. L'idée de fourche est un passage en « V », en principe plus resserré qu'un col et moins marqué qu'une brèche.
En occitan, aubert (oo-ber) signifie eau verte.

## Géographie
La hourquette d'Aubert est située entre le pic de la Mourèle (2 679 m) au sud-ouest et le pic dets Coubous (2 647 m) au nord-est. Elle surplombe au nord le lac Estagnol (2 235 m) et le lac Nère (2 224 m) et au sud-est les lacs d'Aubert (2 148 m) et d'Aumar (2 192 m).

### Hydrographie
Le col délimite la ligne de partage des eaux entre les bassins de l'Adour côté ouest et de la Garonne côté est, qui se déversent dans l'Atlantique.

## Protection environnementale
Le col fait partie d'une zone naturelle protégée, classée ZNIEFF de type 1 et de type 2.

## Voies d'accès
Le versant nord-ouest est accessible par une variante du sentier de grande randonnée GR 10. Il faut ainsi emprunter, depuis le parking du pont de la Gaubie, à l'ouest du col du Tourmalet, une section du GR 10. Après environ 2 km, prendre le sentier montant à droite qui permet d'accéder au lac dets Coubous. Ce sentier continue jusqu'au lac Estagnol puis au col.
Le versant sud-est est accessible par la variante du GR 10 au niveau des lacs d'Aubert et d'Aumar. Le col est un tripoint délimitant les communes de Barèges, Vielle-Aure et Saint-Lary-Soulan.